# 男島城
男島城（小島城、おじまじょう）は、佐賀県杵島郡にあった日本の城。東側役400メートルの位置にある丘陵を活かした須古城の支城。杵島城と並び、須古城の東西を監視する機能があった。
平井氏滅亡後に龍造寺隆信が居を移し、北部九州を実質統治支配した需要な拠点となる。
須古城、杵島城、男島城の3城での連携した防衛体制により難攻不落を誇り、佐賀県下でも最大規模の城郭群を成している。